# Mount Josephine
Il Monte Josephine (in lingua inglese: Mount Josephine) è un prominente affioramento roccioso antartico, situato 10 km a sudest del Bowman Peak, nei Monti Alessandra, in Antartide. 
Il monte è stato scoperto il 5 dicembre 1929 durante un volo di ricognizione nel corso della prima spedizione antartica dell'esploratore polare Byrd, e dallo stesso Byrd denominato nel corso della sua seconda spedizione antartica (1933-35) in onore di Josephine Clay Ford, figlia di Edsel Ford, allora presidente dell'azienda automobilistica Ford, che era stato uno sponsor di entrambe le spedizioni.